# Église de Santa Maria do Castelo
L'église de Santa Maria do Castelo est une église située dans la municipalité de Tavira, elle-même localisée dans la région de l'Algarve, au Portugal. L'édifice date du XIIIe siècle et aurait été construit sur les fondations d'une ancienne mosquée.